# 田川 (長野県)
田川（たがわ）は、長野県塩尻市・松本市を流れる川で、信濃川水系の一級河川。

## 地理
塩尻峠の北側に源を発する。上流端は塩尻市金井向坂・大石窪。筑摩山地と桔梗ヶ原との間を流れ、松本市筑摩で奈良井川へ合流する。長さは18.139キロメートルである。流域は古くからの穀倉地帯であり、弥生土器などの遺物も発見されている。

## 支流
出典による。
- 矢沢川
- 四沢川
- 大沢川
- 堺沢川
- 小田川
- 塩沢川
- 牛伏川
- 和泉川
- 薄川
- 女鳥羽川

## 河川施設
- みどり湖（向坂溜池） - 塩尻市金井、一部同市塩尻町に所在[4]。高さ22メートルのアースダムで、灌漑用のため池である[5]。